# Orthopteroidea
Orthopteroidea è un raggruppamento di Insetti inquadrato al rango di sezione nel superordine dei Polyneoptera (Pterygota Neoptera). Questo inquadramento sistematico non è condiviso da diversi Autori.
Comprende gli ordini Grylloblattodea, Dermaptera, Phasmoidea, Orthoptera e Mantophasmatodea.